# Брезниця (община Македонський Брод)
Брезниця (мак. Брезница) — село у Північній Македонії, входить до складу общини Македонський Брод Південно-Західного регіону.
Населення — 7 осіб (перепис 2002), за етнічним складом — усі македонці.